# Trinidad e Tobago
Trinidad e Tobago, ufficialmente Repubblica di Trinidad e Tobago (in inglese Republic of Trinidad and Tobago), è uno Stato insulare dell'America centrale caraibica, di 5128 km² e 1 405 646 abitanti censiti nel 2022, con capitale Port of Spain.
Situata a nord-est del Venezuela, a poca distanza dalla costa continentale e facente parte dell'arcipelago delle Piccole Antille, è bagnata a nord dal mar dei Caraibi, a est dall'oceano Atlantico, a sud il canale di Colombo la separa dal Venezuela mentre a ovest si affaccia sul golfo di Paria. Trinidad e Tobago è una repubblica, la cui lingua ufficiale è l'inglese. Il capo dello Stato è Christine Kangaloo, mentre il capo del governo è Keith Rowley.

## Storia
Le isole di Trinidad e Tobago furono scoperte da Cristoforo Colombo nel suo terzo viaggio. Colombo diede il nome spagnolo "Trinidad" all'isola più grande in omaggio alla Santissima Trinità, mentre probabilmente il nome Tobago viene dalla forma di sigaro dell'isola minore (per cui fu chiamata in spagnolo "tobaco"). Possedimenti spagnoli fino al 1797, le due isole furono occupate dagli inglesi ai tempi della conquista francese della Spagna e fino al 1962 sono state una colonia dell'Impero britannico secondo il trattato di Amiens.
In seguito all'Atto di indipendenza di Trinidad e Tobago 1962, le isole sono uno Stato indipendente, membro dell'ONU dal 1963. Amministrate dal Regno Unito come un unico territorio dal 1888, le due isole tra il 1958 e il 1961 fecero parte della Federazione delle Indie Occidentali. La vita politica interna fu per un quarantennio caratterizzata dal predominio del moderato People's National Movement (PNM), espressione soprattutto dei ceti medi di origine africana, fondato nel 1956 da E. Williams (ininterrottamente a capo del governo sino alla morte, nel 1981). Il PNM condusse il paese all'indipendenza (31 agosto 1962), quindi ne promosse la trasformazione in repubblica nell'ambito del Commonwealth (1976). Nelle elezioni del 1986 prevalse una coalizione di partiti di opposizione, la National Alliance for Reconstruction (NAR), il cui capo, A.N. Robinson, assunse la guida del governo, ma nel 1991 ritornò al governo il PNM.
Negli anni novanta il permanere di una grave situazione economica e il mantenimento della politica di austerità da parte del governo alimentarono una forte protesta sociale. Nel 1995 dopo le elezioni anticipate si formò un governo di coalizione, di orientamento progressista, frutto dell'alleanza tra United National Congress (UNC) e NAR. Il nuovo esecutivo cercò di rivitalizzare l'economia con una parziale riduzione della tassazione diretta e potenziò le forze di polizia per far fronte all'aumento della criminalità legata al traffico di droga. Le elezioni del 2000 confermarono all'UNC la maggioranza dei consensi, ma nel 2001 il governo andò in crisi. Le nuove elezioni politiche assegnarono all'UNC e al PNM lo stesso numero di seggi e richiesero nel 2002 ulteriori consultazioni, vinte dal PNM, ancora formazione maggioritaria nel 2007. Nel 2010 è stato necessario tornare al voto e l'UNC ha superato di gran lunga il PNM.

## Geografia
Situato al largo del Venezuela, di fronte al delta dell'Orinoco, lo Stato di Trinidad e Tobago, se da un punto di vista fisico appartiene al Sud America (nel senso in cui un'isola può appartenere a un continente), dal punto di vista storico-culturale normalmente ci si riferisce come a uno Stato centro americano e quindi ricompreso nell'America settentrionale.

### Morfologia
Trinidad e Tobago si trova nella parte sud-orientale delle isole Antille o Indie Occidentali in un'area compresa fra i 10° 2' e 11° 12' N di latitudine e i 60° 30' e 61° 56' O di longitudine. La superficie del paese è pari a 5128 km²; le due isole principali sono Trinidad e Tobago, alle quali si aggiungono una ventina di isole minori. Le isole alternano zone pianeggianti ad aree più montuose: infatti, il punto più elevato del paese è El Cerro del Aripo (940 m s.l.m.).
Le isole di Trinidad e Tobago presentano un clima tropicale e normalmente sono risparmiate dagli uragani del Mar delle Antille a causa, innanzitutto, della loro collocazione geografica subequatoriale.

#### Isole
- Chacachacare
- Little Tobago
- Monos
- Saint Giles
- Tobago
- Trinidad

### Orografia
Sono presenti diverse montagne tra cui la più elevata è El Cerro del Aripo (940 m s.l.m.).

### Idrografia

#### Fiumi
- Caroní
- Ortoire
- Oropuche

#### Mari
- Mare Caraibico
- Oceano Atlantico
- Golfo di Paria
- Canale di Colombo

## Società
Nota: tutti i dati, qualora non diversamente indicato, provengono dal CIA Factbook
Rispetto ad altri stati nel mar dei Caraibi la densità è piuttosto elevata e anche piuttosto disomogenea, il 96% della popolazione risiede infatti sull'isola di Trinidad, la più estesa.

### Demografia

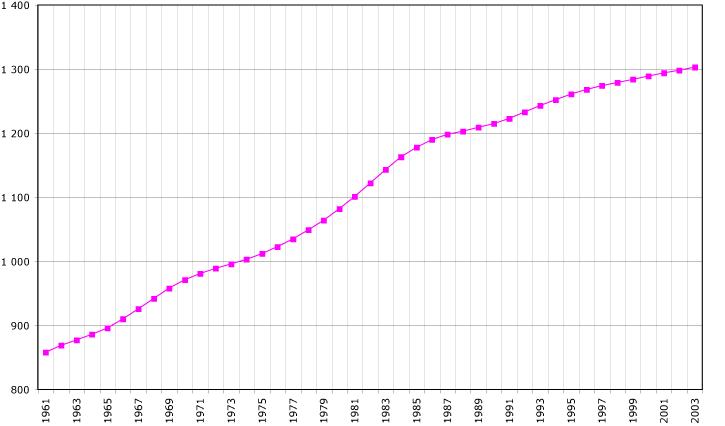
Popolazione di Trinidad e Tobago, dati della FAO - anno 2005 (in migliaia)

La popolazione di Trinidad e Tobago è pari a 1 227 842 abitanti (stima di luglio 2011) per una densità di popolazione pari a 239 abitanti per km².
Struttura per età
- 0-14 anni: 19,41%
- 15-24 anni: 12,59%
- 25-54 anni: 46,59%
- 55-64 anni: 11,59%
- oltre 65 anni: 9,83%

Età media
- totale: 35 anni
- maschi: 34,5 anni
- femmine: 35,5 anni

Tasso di crescita della popolazione
- -0,13%

Natalità
- 13,46 nati/1 000 abitanti

Mortalità
- 8,56 morti/1 000 abitanti

Tasso di migrazione netta
- -6,25 immigranti/1 000 abitanti

Mortalità infantile
- totale: 25,05 morti/1 000 nati vivi
- maschi: 26,86 morti/1 000 nati vivi
- femmine: 23,15 morti/1 000 nati vivi

Aspettativa di vita
- totale: 72,59 anni
- maschi: 69,69 anni
- femmine: 75,56 anni

Tasso di fertilità
- 1,71 nati/donna

### Etnie
La composizione etnica della popolazione riflette la storia di conquiste e immigrazione; i due gruppi etnici principali (pari a circa l'80% della popolazione) sono di origine africana e amerinda, il resto della popolazione è composto da meticci di origine europea, cinese o araba e siriana.
I pochi superstiti delle popolazioni native, i caribi, circa 12 000 individui, si concentrano intorno alla cittadina di Arima, sull'isola di Trinidad.
Africani 40%, asiatici 37,5%, meticci 20,5%, amerindi 1,2%, non specificato 0,8% (dati censimento 2000).

### Religione
Cattolici 26%, induisti 22,5%, anglicani 7,8%, battisti 7,2%, pentecostali 6,8%, altri cristiani 5,8%, musulmani 5,8%, avventisti del settimo giorno 4%, altri 10,8%, non specificato 1,4%, nessuna religione indicata 1,9% (dati del censimento 2000).
Per quanto l'islam sia la minore tra le fedi maggioritarie, ha svolto e svolge un ruolo importante nella società; diverse celebrità, personaggi pubblici, politici e intellettuali trinidadiani, del passato e del presente, sono noti per essere/essere stati dei musulmani praticanti: tra loro figurano il filosofo Imran Hosein e l'ex presidente Noor Hassanali, il primo musulmano a essere eletto capo di Stato di un Paese occidentale. Trinidad e Tobago è anche l'unico Paese del continente ad avere una storia di islam politico (islamismo), il che rappresenta un paradigma unico in America Latina, in quanto divenuto il più grande bacino di reclutamento del Daesh della regione, presentando uno dei più elevati tassi di foreign fighter pro capite del mondo.

### Lingue

Mappa delle regioni amministrative di Trinidad e Tobago

La lingua ufficiale è quella inglese. Diffuso è il bhojpuri, localmente chiamato hindi, parlato dai discendenti di immigrati dall'India. La lingua più parlata è chiamata Trinidadian English (inglese trinidadiano) ed è considerata più un dialetto dell'inglese che una variante del creolo di Trinidad.
A Tobago la lingua più diffusa è il creolo di Tobago basato sull'inglese. Entrambi gli idiomi contengono diversi elementi di alcune lingue africane. In situazioni informali è spesso parlato il creolo di Tobago, del quale non esiste però una forma scritta standardizzata.
Data la vicinanza con la costa sudamericana, nel 2005 il governo ha incominciato una campagna di diffusione della lingua spagnola come seconda lingua: lo spagnolo viene insegnato fin dalla scuola primaria.

## Ordinamento dello Stato

### Suddivisione amministrativa
Trinidad e Tobago è amministrativamente diviso in 14 regioni corporative, 5 delle quali sono municipalità, per quanto riguarda l'isola di Trinidad. L'isola di Tobago ha un governo autonomo.

### Città principali

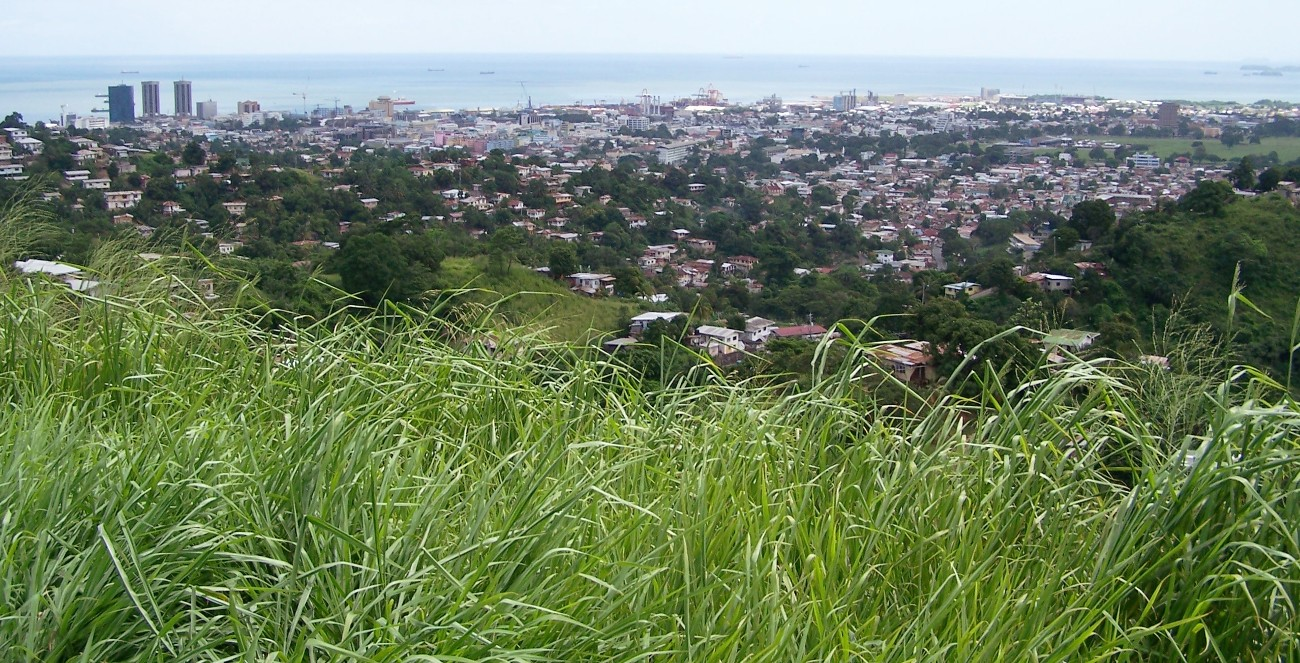
Panoramica della capitale Port of Spain

Con una "m" sono indicate le città con uno status di municipio.
- Arima (m)
- Arnos Vale
- Bonasse
- California
- Canaan
- Cantaro
- Carenage
- Carnbee
- Chaguanas (m)
- Charlotteville
- Couva
- Crown Point
- Curepe
- Débé
- Fullarton
- Fyzabad
- Guaico
- Guayaguayare
- La Brea
- Matelot
- Moriah
- Moruga
- Morvant
- Palo Seco
- Plaisance
- Plymouth
- Point Fortin (m)
- Port of Spain (m) - capitale
- Princes Town
- Redhead
- Rio Claro
- Roxborough
- Salibea
- Saint Joseph
- San Fernando (m)
- Sangre Grande
- Scarborough
- Siparia
- Speyside
- Toco
- Tabaquite
- Tunapuna
- Valsayn

### Istituzioni

#### Ordinamento scolastico
Obbligo scolastico fino a 12 anni.

#### Università
L'Università di Trinidad e Tobago è stata creata nel 2004 .

#### Sistema sanitario
Vi è un sistema sanitario pubblico, affiancato da strutture sanitarie private. La malattia più diffusa a Trinidad e Tobago è la febbre di dengue, una malattia trasmessa dalle zanzare. La malattia è endemica nel Paese, anche nelle aree urbane. La diffusione dell'HIV è notevole. Secondo l'UNAIDS, a Trinidad e Tobago l'1,5% della popolazione adulta (dai 15 ai 49 anni) ne è affetto.

#### Forze armate
Le forze armate del Paese sono organizzate nei tre corpi tradizionali di esercito, marina e aviazione; il servizio militare non è obbligatorio ma può essere effettuato su base volontaria a partire dai 18 anni d'età.

## Politica
Trinidad e Tobago è una repubblica unitaria parlamentare. La Costituzione di Trinidad e Tobago risale al 29 marzo 1976. L'esecutivo è formato dal Presidente della Repubblica, eletto dal Parlamento, che è Capo dello Stato e comandante delle forze armate dell'isola caraibica, dal Primo ministro e dai ministri. Il potere legislativo è esercitato dal Parlamento bicamerale (Camera dei rappresentanti e Senato). Il potere giudiziario è formato da una Corte e da piccoli tribunali in rapporto alle parrocchie della suddivisione territoriale del Paese.

## Economia
In passato l'economia era fondata sulla coltivazione della canna da zucchero e di altre colture per l'esportazione, la scoperta di giacimenti di petrolio ha determinato un esodo dalle campagne e il contributo del settore agricolo al PIL è modestissimo (0,7%). Le principali coltivazioni sono: canna da zucchero, caffè, noci di cocco e cacao, pressoché irrilevanti sono la pesca e lo sfruttamento delle risorse forestali che è limitato alla coltivazione di legname pregiato (teak).
Prodotto Nazionale Lordo (PPA): 19826 $ pro capite (50º posto della classifica mondiale).
Bilancia dei pagamenti: 294 milioni di $.
Inflazione: 3,6%.
Disoccupazione: 16,00%.
Punti di forza: produttore di petrolio e gas; esportazioni di metanolo, ammoniaca, ferro e acciaio; turismo. Punti di debolezza: insufficiente diversificazione; vulnerabile alla variazione dei prezzi petroliferi; alto tasso di disoccupazione.

### Risorse
Produzione di energia elettrica: 1200000 kWh.
Pesca: 12 805 tonnellate.
Petrolio: 140530 b/g.
Allevamento: capre 59 000, bovini 39 000, suini 28 000.
Minerali: petrolio, gas naturale, asfalto, carbone, gesso, ferro.
Agricoltura
Allevamento:
Pesca:
Risorse minerarie: il petrolio e il gas naturale sono le risorse principali.
Industria

### Trasporti
Guida a sinistra. Rete stradale: 4000 km.
Rete autostradale: nessuna.
Rete ferroviaria: nessuna.
Rete navigabile: nessuna. Flotta: 51 navi (18 500 tsl). Aeroporto internazionale: Piarco International di Port of Spain.

### Turismo
Il turismo vanta circa un visitatore l'anno ogni quattro abitanti. Provenienza: USA 37%, Canada 13%, Regno Unito 11%, altri 39%.

## Cultura

### Alfabetizzazione
Tasso di alfabetizzazione: 98%.
Studenti universitari: 7 249.

### Produzione letteraria
Tra gli scrittori trinidadiani affermatisi soprattutto nel XX secolo, ricordiamo Sam Selvon (1923-1994), esponente di primo piano dell'uso dell'inglese creolo in letteratura e noto per il romanzo The Lonely Londoners, scritto nel 1956.
Importante scrittore trinidadiano naturalizzato britannico fu Vidiadhar Surajprasad Naipaul, Premio Nobel per la letteratura nel 2001.

### Musica
Originario di Trinidad è lo steel pan, detto anche steel drum, uno strumento a percussione ottenuto da vecchi bidoni metallici opportunamente modificati. Inoltre, agli inizi del Novecento a Trinidad è nato il calypso, un genere musicale che appartiene alla cultura afroamericana. Il cantante dance pop Haddaway è trinidadiano, così come il celebre cantautore R&B Billy Ocean. La cantante Nicki Minaj è originaria di Port of Spain, nell'isola di Trinidad. Anche la cantante Cardi B ha origini trinidadiane da parte della madre.
Tra gli altri musicisti trinidadiani ricordiamo il bassista progressive rock Hugh Bullen, collaboratore degli Area, di Lucio Battisti, di Eugenio Finardi, e il percussionista Othello Molineaux, collaboratore di Jaco Pastorius.

## Sport

### Cricket
Lo sport più praticato è il cricket. I giocatori trinidadiani fanno parte della prestigiosa Nazionale di cricket delle Indie Occidentali Britanniche, che si è aggiudicata due volte la Coppa del Mondo di cricket.

### Calcio
La nazionale di calcio di Trinidad e Tobago ha ottenuto la sua prima e storica qualificazione ai Mondiali di Germania 2006 grazie alla vittoria nello spareggio contro il Bahrain (1-1 a Port of Spain e 1-0 a Manama). Alla prima partita nei mondiali di Germania 2006 ha ottenuto un insperato pareggio di 0-0 contro la Svezia. Ha però poi perso le altre due partite con Inghilterra e Paraguay (entrambe col risultato di 0-2) tornando a casa con un punto ma senza segnare reti. Tra i calciatori spicca il nome di Dwight Yorke, vincitore di una UEFA Champions League con il Manchester United nel 1999.

### Atletica
Trinidad e Tobago ha dato i natali ai velocisti Hasely Crawford, vincitore nei 100 metri a Montréal 1976 e prima medaglia d'oro olimpica nella storia della nazione, e Ato Boldon, vincitore complessivamente di quattro medaglie olimpiche fra Atlanta 1996 e Sydney 2000. Gli sprinter trinidadiani hanno vinto la medaglia d'oro nella staffetta 4×100 metri a Pechino 2008 e quella d'argento a Londra 2012.
Nel 2012 si impose anche il giavellottista Keshorn Walcott, oro mondiale a Barcellona (Spagna), ai Campionati del mondo juniores di atletica leggera 2012 e campione olimpico a Londra 2012.

### Giochi olimpici
Sono ben 21 le medaglie vinte da Trinidad e Tobago ai Giochi olimpici. Il primo oro olimpico fu vinto da Hasely Crawford, nell'atletica leggera a Montréal 1976.
La prima medaglia olimpica fu vinta nel sollevamento pesi da Rodney Wilkes, medaglia d'argento a Londra 1948.

## Tradizioni

### Carnevale
A Trinidad e Tobago e in particolare a Port of Spain si celebrano le manifestazioni del Carnevale caraibico delle isole, noto come Carnevale di Trinidad e Tobago, tra le maggiori manifestazioni carnevalesche nel panorama mondiale.

### Gastronomia
La cucina trinidadiana è simile a quella tipica caraibica, seppure con qualche peculiarità. Tra i piatti più trinidadiani, l'aloo pie (un grande samosa ripieno di patate), il bake and shark (un panino con squalo fritto) o il run down (uno stufato di pesce). Anche il curry è molto diffuso, in molte varianti.

## Festività nazionale
- 31 agosto: Independence Day: Atto di indipendenza di Trinidad e Tobago 1962: giorno dell'indipendenza dal Regno Unito, nel 1962